# Associazioni Calcio Riunite Messina (1947-1998)
La Associazioni Calcio Riunite Messina, abbreviato in A.C.R. Messina o più semplicemente Messina, è stata una società calcistica italiana con sede nella città di Messina, attiva dal 1947 al 1998. Disputò la Serie A per la prima volta nella stagione 1963-1964, venendo retrocessa in Serie B dopo due stagioni. Dopo l'esclusione dal campionato di Serie C1, avvenuta nel 1993, la tradizione calcistica del Messina venne continuata prima dall'Associazione Sportiva Messina, poi dal FC Messina, che raggiunse la Serie A negli anni 2000.

## Storia

### Fusione AC Messina e Giostra

L'A.C.R. Messina nel 1953-1954

Nel 1947 l'opinione pubblica messinese spinse per la creazione di un'unica realtà calcistica cittadina ad alto livello; spinti da progetti ambiziosi, i dirigenti del Unione Sportiva Giostra e dell'Associazione Calcio Messina avviarono le trattative per mettere in atto una fusione. Dopo una lunga serie di discussioni sulle modalità di fusione e sulla denominazione da adottare, si giunse alla definitiva determinazione: Associazioni Calcio Riunite Messina. Il nome intendeva ricordare le società che erano confluite negli anni nel nuovo sodalizio: l'Associazione Calcio Messina infatti era stata fondata nel 1946 con la fusione tra Associazione Calcio Gazzi e Associazione Sportiva Messina, quest'ultima a sua volta risultato della fusione, nel 1945, tra Unione Sportiva Peloro, Unione Sportiva Arsenale e Unione Sportiva Tenente Mario Passamonte.
Nella prima stagione disputata (1947-1948) l'A.C.R. Messina chiuse al settimo posto con 37 punti nel girone T della serie C, venendo però ripescata grazie al "Caso Napoli". L'anno successivo, sotto la presidenza del marchese Carlo Stagno d'Alcontres, si classificò quarta con 40 punti nel girone D della nuova Serie C. Nel 1949-1950 arrivò la promozione in Serie B, dopo uno spareggio con il Cosenza. Il Messina, dopo la fine del torneo, fu accusato di avere pagato il Cosenza per perdere lo spareggio. La Lega Nazionale intervenne in maniera draconiana, decretando il 31 agosto la squalifica e la retrocessione dei siciliani. L'esito di questa vicenda fu poi però diverso, in quanto la CAF cassò la sentenza per insufficienza di prove.
L'A.C.R. Messina mantenne la Serie B consecutivamente dalla stagione 1950-1951 alla stagione 1962-1963, al termine della quale centrò la prima storica promozione in Serie A.

#### Serie A
Il Messina esordì in Serie A con una sconfitta per 3-1 contro la Sampdoria. La prima rete in Serie A venne segnata da Paolo Morelli. L'esordio casalingo avvenne il 25 settembre 1963, e fu subito vittorioso: il Messina sconfisse 2-0 il Lanerossi Vicenza grazie a una doppietta di Marcelo Pagani. Tuttavia, al termine del girone di andata, la squadra figurava all'ultimo posto in classifica, con otto punti. Nel mercato di novembre, per fare fronte al brutto inizio di campionato, il Messina prese in prestito dal Milan il peruviano Víctor Benítez. In rosa figuravano giocatori di spessore, come Egidio Morbello, Gianvito Geotti, Paolo Morelli, Roberto Derlin. Grazie a un eccellente girone di ritorno, in cui conquistò venti punti (frutto di sette vittorie, sei pareggi e quattro sconfitte), il Messina centrò la salvezza all'ultima giornata, grazie al pareggio per 0-0 contro il Modena.
La seconda stagione in serie A culminò con la retrocessione, frutto del penultimo posto in classifica. Da allora il Messina ebbe una parabola discendente, che vide la squadra retrocedere in Serie C dopo soli tre anni di cadetteria e, dopo la Serie C 1972-1973, in Serie D.

#### Dagli anni bui all'era Massimino

Il Messina nel 1986-1987

La prima esperienza in Serie D del Messina terminò con la risalita in Serie C, grazie anche ai 22 gol del bomber Lando Bertagna. Tuttavia saranno solo tre i campionati di Serie C disputati dal Messina prima di ripiombare in Serie D.
Nella Serie D 1977-1978 i messinesi chiusero al 6º posto nel girone I, venendo ammessi alla nuova Serie C2. La squadra rimarrà in C2 per cinque stagioni, rischiando anche la retrocessione nella stagione 1980-1981. La promozione arrivò al termine della stagione 1982-1983, quando i giallorossi, guidati da Alfredo Ballarò, conclusero il campionato con un punto di vantaggio sull'Akragas. Nella stagione 1983-1984 i giallorossi, con Michelangelo Alfano presidente, ottennero la salvezza, mettendo le basi per le future vittorie sotto la proprietà della famiglia Massimino.
Salvatore Massimino divenne infatti presidente dell'A.C.R. Messina nel 1984-1985. La squadra era allenata da Franco Scoglio e in rosa figuravano calciatori come Schillaci, Caccia, Napoli e Catalano. La promozione arrivò al termine della stagione 1985-1986, dopo 18 anni dall'ultima apparizione in serie B.

Salvatore Schillaci, capitano dei peloritani nel 1987-1988

Alla vigilia della stagione 1986-1987 l'ambiente giallorosso fu scosso in ritiro dalla notizia della squalifica per cinque anni di uno dei suoi uomini più rappresentativi, Franco Caccia, coinvolto nello scandalo del calcio italiano del 1986. La stagione fu comunque positiva per il Messina: la squadra per tutto il campionato stazionò sempre in zona promozione, ma, nonostante un calendario finale favorevole, nelle ultime sei partite ottenne solo 4 punti frutto di altrettanti pareggi interni, arrivando settima a tre punti dalla zona promozione. La stagione seguente vide il Messina piazzarsi a metà classifica (12º posto) e a fine anno Franco Scoglio lasciò la panchina, venendo sostituito da Zdeněk Zeman.
Zeman guidò la squadra all'ottava posizione finale nel campionato che vide l'esplosione di Schillaci (capocannoniere della serie B con 23 reti), che a fine stagione venne ceduto alla Juventus. Nella stagione successiva, sotto la guida prima di Francesco Scorsa e poi di Adriano Buffoni, il Messina si classificò al 16º posto, raggiungendo la salvezza dopo lo spareggio vinto contro il Monza il 7 giugno 1990 e giocato allo stadio Adriatico di Pescara.
Nel 1990-1991 il Messina, guidato da Beppe Materazzi, chiuse uno splendido girone di andata in piena zona promozione. In seguito ad alcuni problemi dirigenziali, il 1º marzo 1991 Maria Leone, moglie del presidente Salvatore Massimino, estromise ufficialmente il proprio marito dalla carica, divenendo la prima donna a ricoprire la carica di presidente della società messinese. Questo cambio dirigenziale coincise con un netto crollo della squadra, che si salvò soltanto all'ultima giornata, chiudendo al nono posto.
Nella stagione 1991-1992, nonostante i propositi della vigilia alimentati da una campagna acquisti importante, il Messina retrocesse a causa di un pessimo avvio e di un altrettanto negativo finale di stagione (tre pareggi e quattro sconfitte nelle ultime sette partite). Nel 1992-1993 concluse la Serie C1 al 12º posto.
Al vertice societario figuravano ancora la signora Maria Leone e il figlio Giovanni Massimino. Nel 1993 l'ingente mole di debiti accumulati e le inadempienze societarie nei confronti di COVISOC e Lega portarono alla definitiva estromissione dell'A.C.R. Messina dai campionati professionistici: la squadra fu retrocessa in Eccellenza e nel 1998 fallì definitivamente.
L'8 agosto 2013 la società Messina, su iniziativa del suo settore marketing, riuscì ad acquisire il vecchio titolo dell'Associazioni Calcio Riunite Messina; tuttavia, nonostante anche alla Camera di commercio la società figurasse con la denominazione Associazioni Calcio Riunite Messina, la squadra disputò il campionato di Lega Pro Seconda Divisione 2013-2014 con la denominazione Associazione Calcio Rinascita Messina, in quanto per la Federazione il nome avrebbe potuto essere cambiato solo a partire dalla stagione 2014-2015, avrndo il cambio di denominazione dovuto essere fatto entro maggio.

## Colori sociali
I colori del Messina sono tradizionalmente il giallo e il rosso; essi si rifanno allo stemma della città, rappresentato da una croce d'oro su campo rosso. Nel corso degli anni verranno adottate diverse tenute di gioco, che tuttavia manterranno sempre in evidenza i colori sociali giallo e rosso (come, per esempio, nella maglia a strisce verticali giallo-rosse, adottata nel corso degli anni ottanta).

## Stadio

### Sponsor
| Cronologia degli sponsor tecnici - 1982-1986 NR - 1986-1988 Adidas - 1988-1992 ABM - 1992-1993 Asics | Cronologia degli sponsor ufficiali - 1982-1983 Eurass - 1984-1986 Italvest - 1986-1987 Porte Imic - 1987-1988 Bella Macina - 1988-1991 Porte Imic - 1991-1993 Messina Porta della Sicilia |

## Allenatori e presidenti
- 1947-1948  Virgilio Felice Levratto
- 1948-1949  Virgilio Felice Levratto, poi  Engelbert König
- 1949-1950  Mihaly Balacics, poi  Oronzo Pugliese
- 1950-1951  Oronzo Pugliese, poi Carlo Rigotti
- 1951-1952  Carlo Rigotti
- 1952-1953  Rodolphe Hiden
- 1953-1954  Rodolphe Hiden, poi  Cesare Gallea
- 1954-1955  Manlio Bacigalupo
- 1955-1956  Manlio Bacigalupo
- 1956-1957  Rodolphe Hiden, poi Tonino Colomban, poi Ivo Fiorentini
- 1957-1958  Ivo Fiorentini
- 1958-1959  Bruno Arcari
- 1959-1960  Bruno Arcari
- 1960-1961  Bruno Arcari
- 1961-1962  Umberto Mannocci
- 1962-1963  Umberto Mannocci
- 1963-1964  Umberto Mannocci
- 1964-1965  Tonino Colomban
- 1965-1966  Tonino Colomban
- 1966-1967  Tonino Colomban
- 1967-1968  Umberto Mannocci
- 1968-1969  Paolo Todeschini
- 1969-1970  Tonino Colomban
- 1970-1971  Tonino Colomban
- 1971-1972  Oscar Massei
- 1972-1973  Oscar Massei, poi  Emilio Zanotti
- 1973-1974  Giusto Lodi
- 1974-1975  Luigi Moschella, poi Franco Scoglio
- 1975-1976  Bruno Bolchi
- 1976-1977  Giorgio Rumignani, poi Adelchi Brach, poi Giorgio Rumignani
- 1977-1978  Enrico Hanset, poi Adelchi Brach
- 1978-1979  Adelchi Brach, poi Nicola Trimarchi, poi Aquilino De Petrillo
- 1979-1980  Paolo Ferrario, poi Antonio De Bellis, poi Nicola Trimarchi
- 1980-1981  Franco Scoglio, poi Mario Santececca
- 1981-1982  Alfredo Ballarò, poi Gennaro Rambone, poi Giovanni Bonetti, poi Alfredo Ballarò
- 1982-1983  Alfredo Ballarò
- 1983-1984  Alberto Spelta, poi Gianni Seghedoni
- 1984-1985  Franco Scoglio
- 1985-1986  Franco Scoglio
- 1986-1987  Franco Scoglio
- 1987-1988  Franco Scoglio
- 1988-1989  Zdeněk Zeman
- 1989-1990  Francesco Scorsa, poi Adriano Buffoni
- 1990-1991  Giuseppe Materazzi, poi Tonino Colomban con Pietro Ruisi
- 1991-1992  Mario Colautti, poi Fernando Veneranda
- 1992-1993  Pietro Ruisi, poi Gianni Anna con Tonino Colomban

- 1947-1948  Francesco Sajia
- 1948-17 ottobre 1950  Carlo Stagno Villadicani d'Alcontres
- 17 ottobre 1950-1953  Giuseppe Melazzo
- 1953-1954  Comitato di reggenza
- 1954-1955  Giuseppe Melazzo e Francesco Lombardo
- 1955-1956  cav. Patti, Pavone, Crisafulli, Giuseppe Melazzo e Francesco Lombardo
- 1956-19 luglio 1956  Pistorino, Giovanni Gulletta e Romeo
- 19 luglio 1956-1957  comm. straord. Domenico Caprì
- 1957-9 luglio 1958  Giuseppe Nunnari
- 9 luglio 1958-1970  Goffredo Muglia
- 1970-1971  Giuseppe Fusco
- 1971-7 febbraio 1977  Giovanni Gulletta
- 7 febbraio 1977-gennaio 1978  comm. unico Angelo Presti
- gennaio 1978-1978  Lamberto Sapone
- 1978-1980  Angelo Presti
- 1980-1981  Lamberto Sapone
- 1981-13 marzo 1982  Michelangelo Alfano
- 13 marzo 1982-23 maggio 1982  resp. unico Emanuele Aliotta
- 23 maggio 1982-9 giugno 1982  Giuseppe Mondello
- 9 giugno 1982-1983  Lamberto Sapone
- 1983-1984  Michelangelo Alfano
- 1984-1º marzo 1991  Salvatore Massimino
- 1º marzo 1991-1991  Maria Leone
- 1991-1993  Maria Leone e Giovanni Massimino

## Palmarès
- Serie B: 1

1962-1963
- Serie C1: 1

1985-1986
- Serie C2: 1

1999-2000

### Coppa Italia
Il Messina ha disputato per la prima volta la Coppa Italia nella stagione 1935-1936. L'allora A.C. Messina disputò la competizione per cinque edizioni consecutive, fino al 1939-1940; fu l'A.C.R. Messina a disputare nuovamente la competizione, partecipando consecutivamente dal 1958-1959 al 1967-1968. La stessa A.C.R. Messina disputò la Coppa Italia Semiprofessionisti (poi denominata Coppa Italia di Serie C) in dodici occasioni, e altre otto volte la Coppa Italia a cavallo tra anni ottanta e novanta.

## Tifoseria
Il primo gruppo organizzato di tifosi messinesi nacque nel 1973 con la fondazione dei Fedelissimi; altri gruppi ultras sono e/o sono stati: Gioventù Giallorossa 1980, Nocs 1983, Uragano CEP, Testi Fracidi, Fighters, Bordello, Ultras 90, Corazzata Giallorossa, Assidui, Giants, Rebels e Mods.